# 高品武彦
高品 武彦（たかしな たけひこ、1922年〈大正11年〉1月12日 - 2004年〈平成16年〉12月18日）は、日本の陸軍軍人及び陸上自衛官。陸軍士官学校卒業（第54期）。第14代陸上幕僚長、第11代統合幕僚会議議長

## 略歴
父はグアムの戦いで戦死した第29師団長の高品彪陸軍中将。高品朋陸軍少将は叔父にあたる。小学校を出てすぐ東京陸軍幼年学校に入学し、陸軍士官学校へ進む。1940年（昭和15年）、陸士卒業と同時に中国の華南に赴任した。太平洋戦争中は、マレー、シンガポール、スマトラを転戦し、1943年（昭和18年）に陸軍士官学校区隊長となり、大尉で終戦を迎えた。
戦後は公職追放を経て、1952年（昭和27年）9月、警察予備隊に入隊。その後、陸上自衛隊では第3師団長、防大幹事、幹部学校長、東部方面総監等を歴任し、1977年（昭和52年）10月、第14代陸上幕僚長に就任。1978年（昭和53年）7月には事実上解任された栗栖弘臣の後任の第11代統合幕僚会議議長に就任した。三矢研究では中心的役割を果たしたとされる。

## 年譜
- 1940年（昭和15年）9月：陸軍士官学校卒業（第54期）。陸軍少尉に任官
- 1945年（昭和20年）8月：大尉で終戦を迎える。
- 1947年（昭和22年）11月28日：公職追放仮指定[2]
- 1952年（昭和27年）9月：警察予備隊入隊（1等警察士）
- 1953年（昭和28年）4月16日：3等保安正
- 1964年（昭和39年）
  - 1月1日：1等陸佐に昇任
  - 7月16日：陸上幕僚監部第3部防衛班長
- 1967年（昭和42年）7月17日：第3普通科連隊長兼名寄駐とん地司令
- 1969年（昭和44年）3月17日：第1師団司令部幕僚長
- 1970年（昭和45年）7月16日：陸上自衛隊富士学校普通科教育部長
- 1971年（昭和46年）3月16日：陸将補に昇任
- 1972年（昭和47年）3月16日：陸上幕僚監部第3部長
- 1974年（昭和49年）3月16日：陸将に昇任、第3師団長に就任
- 1975年（昭和50年）3月17日：防衛大学校幹事
- 1976年（昭和51年）
  - 3月16日：陸上自衛隊幹部学校長に就任
  - 10月15日：第13代 東部方面総監に就任
- 1977年（昭和52年）10月20日：第14代 陸上幕僚長に就任
- 1978年（昭和53年）7月28日：第11代 統合幕僚会議議長に就任
- 1979年（昭和54年）8月1日：退官
- 1992年（平成04年）4月29日：勲二等瑞宝章受章[3]
- 2004年（平成16年）12月18日：肺炎のため、東京都新宿区内の病院で逝去（享年82）[4]。

## 栄典
- 勲二等瑞宝章 - 1992年（平成4年）4月29日